# شیر داغ (فیلم)
شیر داغ (به انگلیسی: Hot Milk) فیلم درام آمریکایی محصول ۲۰۲۵ به نویسندگی و کارگردانی ربه‌کا لنکوویچ است. این فیلم بر پایه رمانی به همین نام اثر دبورا لوی ساخته شده است.
این فیلم به‌عنوان محصول مشترک بین‌المللی پادشاهی متحد و یونان در هفتاد و پنجمین جشنواره بین‌المللی فیلم برلین برای شرکت در بخش مسابقه انتخاب و در ۱۴ فوریه ۲۰۲۵ در سالن برلیناله پالاست نمایش داده شد.

## بازیگران
- اما مکی در نقش سوفیا
- ویکی کریپس در نقش اینگرید
- فیونا شو در نقش رز
- وینسنت پرز  در نقش دکتر گومز
- یان گائل در نقش متیو
- پاتسی فران